# 함양 이은리 석불
함양 이은리 석불(咸陽 吏隱里 石佛)은 대한민국 경상남도 함양군 함양읍 운림리에 있는 석불이다.
1972년 2월 12일 경상남도의 유형문화재 제32호 함양이은리석불로 지정되었다가, 2018년 12월 20일 현재의 명칭으로 변경되었다.

## 개요
함양읍 이은리 냇가에 방치된 것을 이곳으로 옮겨 놓았는데, 불상 주위 약 300m 지점에 망가사라는 절이 있었다는 것으로 미루어 보아 이 절의 유물로 추정된다.
광배(光背)와 대좌(臺座)를 모두 갖춘 이 불상은 현재 두 손이 떨어져 나갔고, 가슴 아래는 시멘트로 보수하였다.
민머리 위에는 상투 모양의 머리묶음이 낮게 나타나 있으며, 원만한 얼굴에서는 다소 토속적인 표정이 엿보인다. 두 귀는 길고 굵은 목에는 3개의 주름이 뚜렷하며, 두 어깨는 얼굴에 비하여 빈약한 편이다.
양 어깨를 감싸고 있는 옷에는 U자형의 평행한 옷주름이 두텁게 묘사되었는데, 충청북도 충주지방 철불들과 비슷한 기법을 보여주고 있어서 주목된다.
광배는 타원형이며 이중의 원형선을 둘러 머리광배를 만들었고, 머리 주위에는 연꽃잎을 돋을새김하였으며 몸광배 안에는 꽃무늬를 새겼다.
이 불상은 형식화된 평행의 옷주름, 토속적인 인상 등으로 볼때 고려시대에 만들어진 것으로 추정된다.

## 참고 문헌
- 함양이은리석불 - 국가유산청 국가유산포털